# Lotus callunetorum
Lotus callunetorum là một loài thực vật có hoa trong họ Đậu. Loài này được (Juxip) Miniaev miêu tả khoa học đầu tiên.